# Sven Lundberg (1899–1947)
För andra betydelser, se Sven Lundberg.
Sven Karl Johan Lundberg, född 17 juli 1899 i Ringarums församling, Östergötlands län, död 2 februari 1947 i Valdemarsviks församling, Östergötlands län,, var en svensk företagare.

## Biografi
Sven Lundberg var son till disponenten Karl Lundberg och gift med  Birgit, född Olson, (1949–1965) samt far till konstnärinnan Kerstin Lundberg Stenman. Han blev 1927 VD för familjeföretaget C. J. Lundbergs läderfabriks AB i Valdemarsvik, som då var ett av Sveriges största garverier. Lundberg var en av de ledande inom svensk läderindustri. 1941–1947 var han ordförande i Läderföreningen, 1934–1947 vice ordförande i Svenska garveriidkareföreningen och 1938–1947 styrelseledamot i Sveriges allmänna exportförening. Han innehade flera kommunala förtroendeuppdrag i Valdemarsvik, bland annat var han ordförande i köpingsstämman och vice ordförande i köpingsfullmäktige.